# Scharten (Gattung)
Die Scharten (Serratula) sind eine Pflanzengattung in der Unterfamilie Carduoideae innerhalb der Familie der Korbblütler (Asteraceae). Die nur noch zwei Arten sind in Eurasien verbreitet. Die Färber-Scharte (Serratula tinctoria) wurde und wird wieder als Färberpflanze verwendet.

## Beschreibung

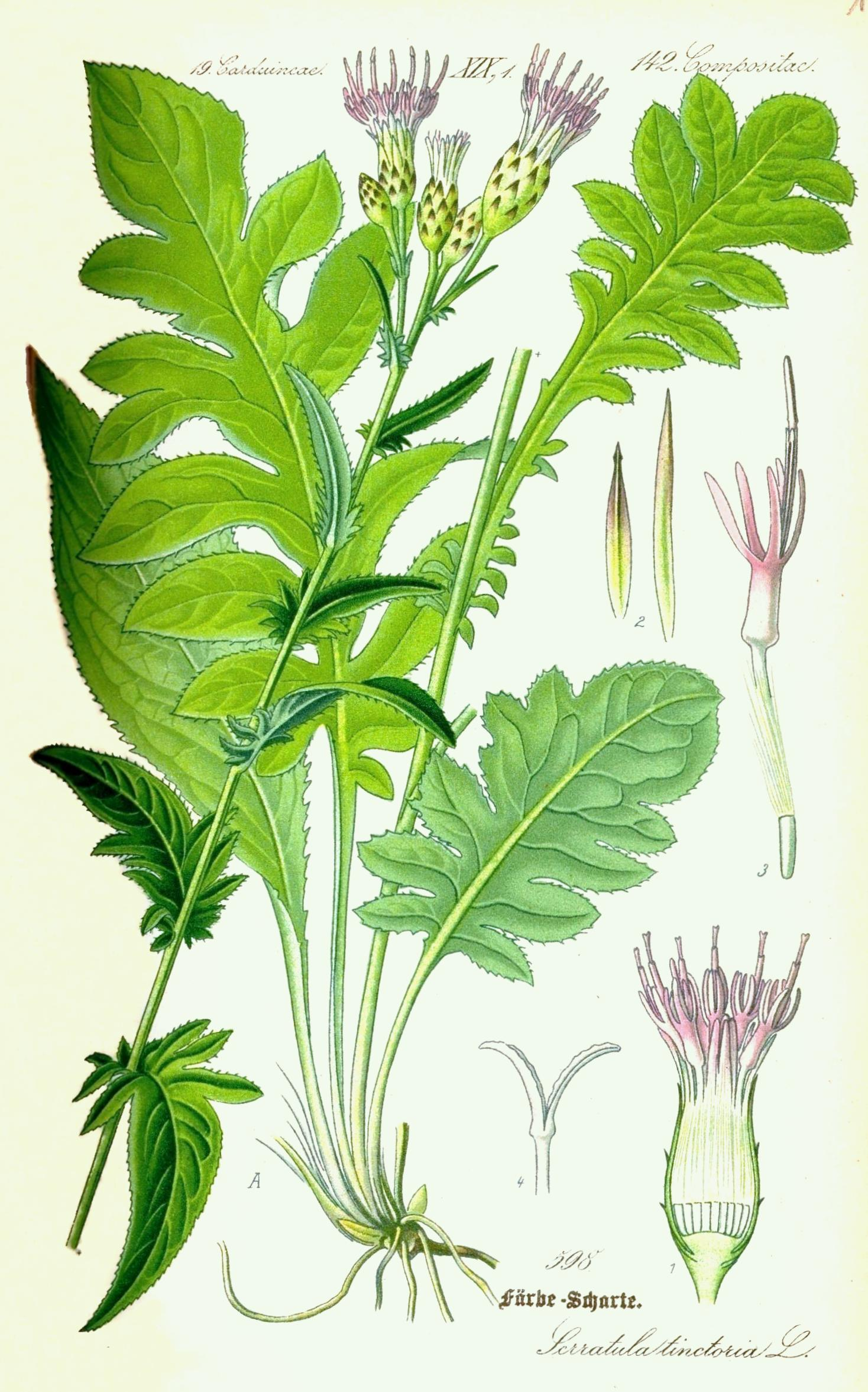
Illustration der Färber-Scharte (Serratula tinctoria)

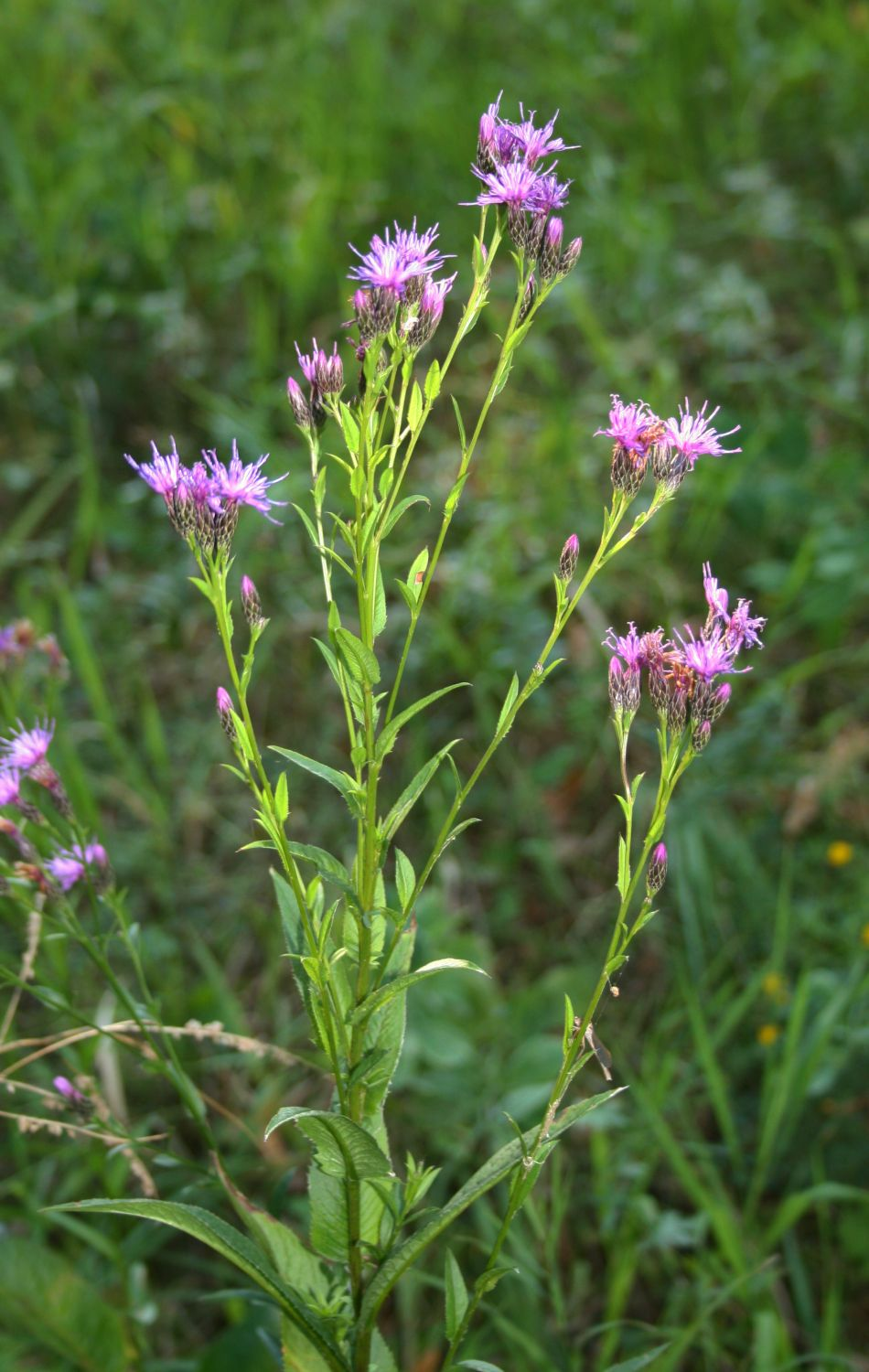
Gesamtblütenstand der Färber-Scharte (Serratula tinctoria)

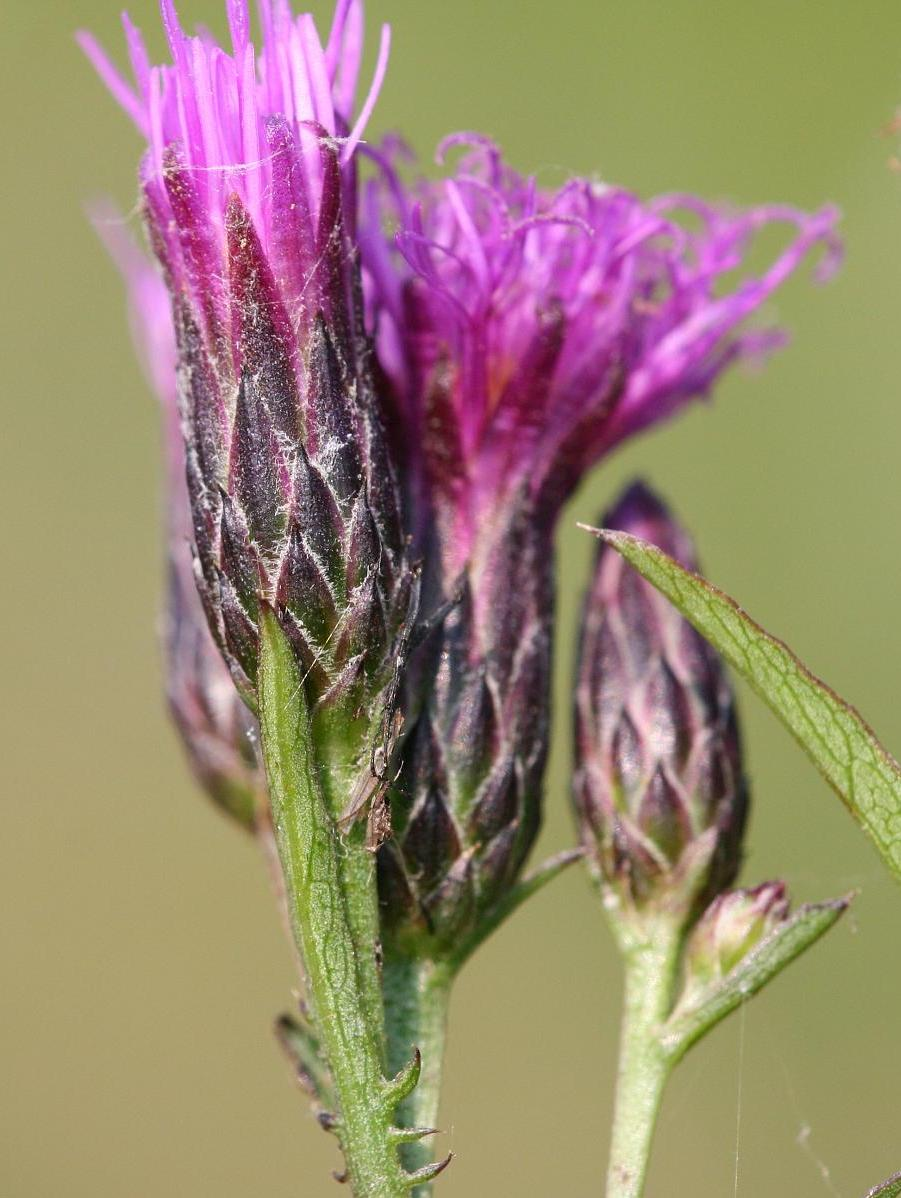
Blütenkörbe der Färber-Scharte (Serratula tinctoria), gut zu erkennen ist das Involucrum

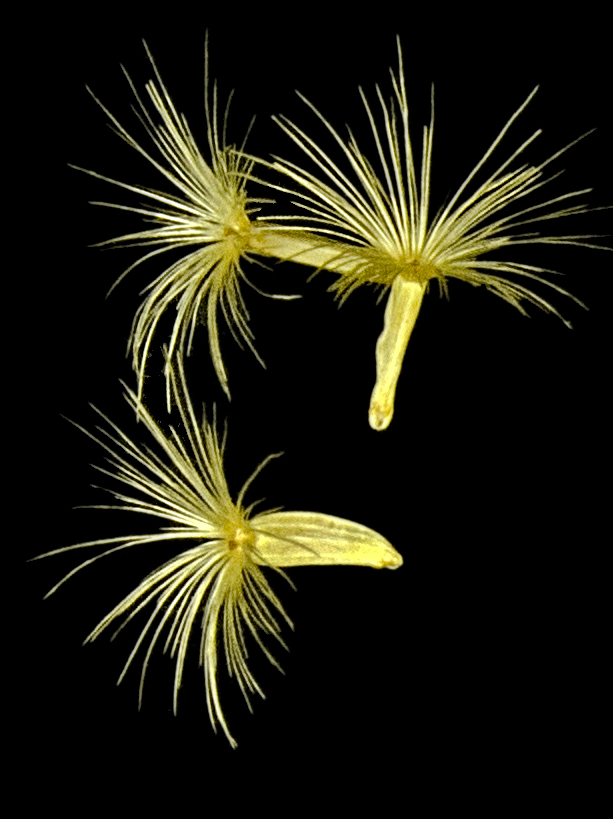
Achänen mit Pappus der Färber-Scharte (Serratula tinctoria)

### Erscheinungsbild und Blätter
Serratula-Arten wachsen als ausdauernde krautige Pflanzen. Die aufrechten Stängel sind meist in der oberen Hälfte verzweigt.
Die wechselständigen Laubblätter sind fiederteilig, fiederschnittig oder selten ungeteilt. Der Blattrand ist gezähnt oder gesägt.

### Blütenstände, Blüten und Früchte
In rispigen oder schirmrispigen Gesamtblütenständen stehen einige bis viele körbchenförmige Teilblütenstände zusammen. Das Involucrum ist eiförmig, halbkugelig oder schüsselförmig. Die Hüllblätter überdecken sich dachziegelartig, sie werden nach oben hin meist dunkler, das obere Ende ist spitz und die inneren sind am längsten. In den Blütenkörben sitzen bei den Carduoideae, im Gegensatz zu den anderen Unterfamilien, nur Röhrenblüten. Entweder sind alle Röhrenblüten zwittrig oder einige Blüten sind weiblich, dann handelt es sich um Gynodiözie. Am Rand des Blütenkorbes befinden sich oft weibliche Blüten die kaum länger sind als die zwittrigen; sie enthalten Staminodien. Die Blütenkronen sind purpur- bis rosafarben. Die zwei Griffeläste sind dünn.
Die kahlen Achänen besitzen ein gerundetes oberes Ende. Der Pappus besteht aus einigen Reihen gleicher fein gesägter oder rauer Pappusborsten.

## Systematik
Die Gattung Serratula wurde 1753 mit der Typusart Serratula tinctoria L. durch Carl von Linné in Species Plantarum, 2, S. 816 erstveröffentlicht. Ein Synonym für Serratula L. ist Mastrucium Cass. Der Gattungsname Serratula leitet sich vom lateinischen Wort serratus für gesägt ab und bezieht sich auf den Blattrand.
Die Gattung Serratula gehört zur Subtribus Centaureinae der Tribus Cynareae in der Unterfamilie Carduoideae innerhalb der Familie der Asteraceae.
Der Umfang der Gattung Serratula hat sich in den letzten 200 Jahren stark verändert und viele Arten wurden in andere Gattungen gestellt. Ludwig Martins & Frank H. Hellwig 2005 stellten die meisten der bis dahin verbliebenen Serratula-Arten in die Gattung Klasea Cass.

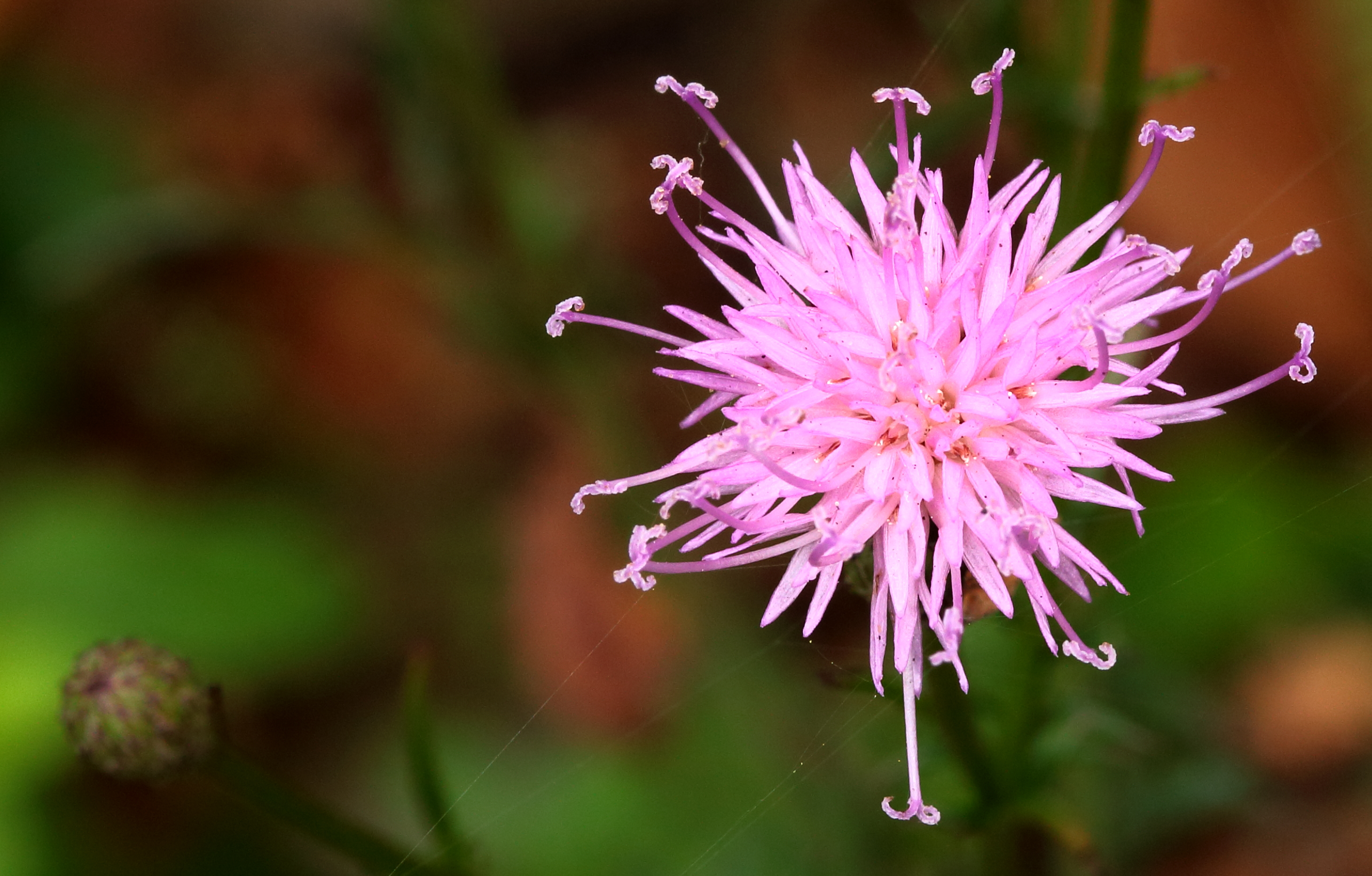
Blütenkorb von Serratula tinctoria subsp. seoanei

Es verbleiben nur noch zwei in Eurasien weitverbreitete Arten in der Gattung Serratula:
- Gekrönte Scharte (Serratula coronata L., Serratula wolffii Andrae): Sie ist von Osteuropa[3] über Russland, Kasachstan, Kirgisistan, in der Mongolei, Korea bis Japan und in den chinesischen Provinzen Anhui, südöstliches Gansu, Guizhou, Hebei, Heilongjiang, westliches Henan, nordwestliches Hubei, nordwestliches Jiangsu, Jiangxi, Jilin, Liaoning, Nei Mongol, südliches Shaanxi, östliches Shandong, Shanxi sowie nördliches Xinjiang weitverbreitet.[1]
- Färber-Scharte (Serratula tinctoria L.): Sie ist von Europa bis Sibirien weitverbreitet. Es gibt etwa drei Unterarten:[3]
  - Grossköpfige Färber-Scharte (Serratula tinctoria subsp. monticola (Boreau) Berher, Syn.: Serratula monticola Boreau, Serratula macrocephala Bertol., Serratula vulpii Fisch.-Oost., Serratula tinctoria subsp. macrocephala (Bertol.) Wilczek & Schinz, Serratula tinctoria subsp. vulpii (Fisch.-Oost.) Kerguélen): Sie kommt von Spanien über Frankreich und die Schweiz bis Italien sowie Österreich vor.[3]
  - Serratula tinctoria subsp. seoanei (Willk.) M.Laínz (Syn.: Serratula seoanei Willk.): Sie kommt von der Iberischen Halbinsel bis Frankreich vor.[3]
  - Serratula tinctoria L. subsp. tinctoria

## Nutzung
Von Serratula coronata und Serratula tinctoria werden junge Blätter gegart gegessen. Aus dem Pflanzensaft der Färber-Scharte (Serratula tinctoria) wird ein schöner, haltbarer Farbstoff gewonnen. Die medizinischen Wirkungen von Serratula tinctoria wurden untersucht.